# Ценино
Це́нино (болг. Ценино) — село в Сливенській області Болгарії. Входить до складу общини Нова Загора.

## Населення
За даними перепису населення 2011 року у селі проживала 231 особа.
Національний склад населення села:
| Національність   | Кількість осіб | Відсоток |
| ---------------- | -------------- | -------- |
| болгари          | 177            | 77,0 %   |
| цигани           | 48             | 20,9 %   |
| турки            | 0              | 0 %      |
| інша             | 5              | 2,2 %    |
| не визначились   | 0              | 0 %      |
| Всього відповіли | 230            |          |

Розподіл населення за віком у 2011 році:
Динаміка населення: